# كهوف كونفينتيكو
كهوف كونفينتيكو هي كهوف تاريخية تقع في مليلية لا فيلا ويمكن الوصول إليها من متحف الفن المقدس في مدينة مليلية الإسبانية وهي جزء من المجمع التاريخي والفني لمدينة مليلية ، وهي ملكية ذات أهمية ثقافية . .  

## تاريخ
في البداية، استخدم الفينيقيون والرومان والعرب الكهوف الطبيعية التي تم حفرها بالمياه في كالا دي ترابانا للاحتماء عن طريق وضع سفنهم في التجويف الكبير، وأخيراً استخدمها الإسبان، الذين قاموا بالتنقيب في القرن XVIII عدة مستويات فوق سطح البحر. كهوف طبيعية لمحلات البقالة، على الرغم من أن استخدامها الأكثر شهرة كان عندما تم استخدامها لإيواء السكان أثناء حصار مليلية (1774-1775).   
في عام 1925، مع بناء ميناء مليلية، تم تغطية المرسى بالرمال، مما أدى إلى تشكيل شاطئ. بين عامي 1993 و1995 تم بناء القوس المكافئ والجدران باتجاه كالا دي ترابانا، وبعد ذلك تم بناء أقبية من الطوب في المستوى الثالث وتم رصف الشوارع فوقها، ميغيل أكوستا وكونسيبسيون بسبب خطر الانهيارات الأرضية، وأصبح الوصول إليها متزامنًا مع الذكرى المئوية الخامسة للاحتلال الإسباني لمليلية مع تركيب الأرضيات الخشبية. بين عامي 1998 و2000، تم دعم وتعزيز المستوى الأول، وتم التواصل بين جميع المستويات، وقاموا ببناء الظروف ومحطة لمعالجة مياه الصرف الصحي تحت الدرج الذي ينزل إلى ترابانا.    

## وصف
يحتوي على تجويف مفتوح ضخم، معزز بقوس مكافئ من الحجر والطوب وثلاثة مستويات مترابطة، من الأدنى إلى الأعلى. الأول يتكون من صحنين متقاطعين وكان يستخدم ككنيسة، والثاني عبارة عن مجموعة من الغرف متصلة مع بعضها البعض ولها نوافذ من الخارج، والثالث مشابه للسابق ولكن مع المزيد من الغرف الصغيرة والمنخفضة       

## روابط خارجية
- الموقع الرسمي نسخة محفوظة 13 أكتوبر 2017 على موقع واي باك مشين. Arxivat